# المسجد الرصاصي (القدس)
المسجد الرصاصي مسجد أثري يعود تاريخه إلى الحقبة العثمانية في فلسطين. يقع داخل أسوار البلدة القديمة لمدينة القدس بالقرب من باب الناظر، أحد أبواب المسجد الأقصى تمت تسميته بهذا الاسم لأن حجارته جُمعت لبعضها بصهر الرصاص.